# 1934 في كندا
فيما يلي قوائم الأحداث التي وقعت خلال عام 1934 في كندا.

## سياسة

### تعيين في المنصب
- 1 يناير – باتريك نولان عمدة أوتاوا [الإنجليزية]‏.
- 19 يونيو – جيمس غارفيلد غاردينر عضو المجلس التشريعي في ساسكاتشوان ‏.
- 19 يونيو – جيمس كلارك عضو برلمان مقاطعة أونتاريو.
- 24 سبتمبر – كولن كامبل عضو مجلس العموم الكندي.

### انتهاء فترة المنصب
- 1 يناير – ويليام جيمس ستيوارت عمدة تورونتو [الإنجليزية]‏.
- 16 مايو – ويليام مارتن عضو برلمان مقاطعة أونتاريو.
- 19 يونيو – جيمس توماس ميلتون أندرسون عضو المجلس التشريعي في ساسكاتشوان ‏،Premier of Saskatchewan [الإنجليزية]‏.
- 19 يونيو – جيمس غارفيلد غاردينر عضو المجلس التشريعي في ساسكاتشوان ‏.
- 1 سبتمبر – ويليام أندرسون بلاك عضو مجلس العموم الكندي.

## مواليد

### يناير
- 1 يناير – بيرثا آلين ناشطة كندية.
- 1 يناير – دالي بارسونز لاعب كرة قدم أمريكية كندي.
- 1 يناير – روبرت د. هير
- 1 يناير – رونالد لي
- 1 يناير – نيل هربرت هاردي سياسي كندي.
- 1 يناير – هيثر سبيرز كاتبة كندية.
- 9 يناير – ريتشارد كرايغ هيل سائق سباق كندي.
- 11 يناير – جان كريتيان رئيس وزراء كندا.
- 11 يناير – ديف ريد لاعب هوكي جليد كندي.
- 19 يناير – لويد روبرتسون صحفي كندي.
- 20 يناير – جون بروفي
- 24 يناير – ويليام شالمرز لاعب هوكي جليد كندي.
- 26 يناير – روجر لاندري رجل أعمال كندي.
- 31 يناير – بوب تورنر لاعب هوكي جليد كندي.

### فبراير
- 9 فبراير – ديك هاردينغ
- 18 فبراير – بوب ويلسون لاعب هوكي جليد كندي.

### مارس
- 1 مارس – راسيل فرازير
- 6 مارس – غراهام لي سياسي كندي.
- 7 مارس – دوغلاس كاردينال مهندس معماري كندي.
- 7 مارس – فرانك ماهر موسيقي كندي.
- 9 مارس – غيليس آرشامبو
- 14 مارس – هارولد وليامز جيولوجي كندي.
- 28 مارس – ألبرت رودي منتج أفلام كندي.
- 28 مارس – بروس كارمايكل لاعب هوكي جليد كندي.
- 31 مارس – جون إتش مكارثر

### أبريل
- 1 أبريل – جيم ريمر مصمم جرافيك كندي.
- 10 أبريل – باول برودي موسيقي كندي.
- 10 أبريل – يان واتسون سياسي كندي.
- 11 أبريل – مارك ستراند
- 11 أبريل – نورما بيكروفت ملحنة كندية.
- 17 أبريل – وارن تشياسون
- 20 أبريل – ليونيل هينريتش لاعب هوكي جليد كندي.
- 22 أبريل – جورج هانسن لاعب كرة قدم كندي.
- 26 أبريل – مادلين بلانشت طبيبة كندية.

### مايو
- 28 مايو – أرت تورنبول لاعب رغبي أسترالي.
- 28 مايو – إيفون ديون
- 29 مايو – ريج ماكدونالد سياسي كندي.

### يونيو
- 16 يونيو – ديريك بلاكبيرن سياسي كندي.
- 16 يونيو – فرناند فويسي كاتب كندي.
- 20 يونيو – إسحاق أبيلا
- 22 يونيو – فيلي آدامز سياسي كندي.
- 24 يونيو – جان بيار فيرلاند مغني كندي.

### يوليو
- 1 يوليو – أندريه بريتون مغني كندي.
- 1 يوليو – جيري جولي مغني كندي.
- 4 يوليو – روس تورنبول لاعب هوكي جليد كندي.
- 7 يوليو – برايان سميث سياسي كندي.
- 8 يوليو – فرد ستيوارت سياسي كندي.
- 9 يوليو – ماريان ماكدونالد كاتبة كندية.
- 13 يوليو – يان سكوت سياسي كندي.
- 22 يوليو – رون فيشر سياسي كندي.
- 30 يوليو – أندريه بريفوست ملحن كندي.
- 31 يوليو – ستان دانيلز

### أغسطس
- 5 أغسطس – كين جيمس سياسي كندي.
- 9 أغسطس – غرايم جيبسون كاتب وروائي كندي.
- 13 أغسطس – ويليام إيرل ريد سياسي كندي.
- 19 أغسطس – بريان هال مقدم برامج إذاعية من الولايات المتحدة الأمريكية.
- 23 أغسطس – دونالد إيفان ماكليستر
- 26 أغسطس – غوردي إيوان لاعب كرة قدم كندي.
- 29 أغسطس – جيمس وود ضابط بحري كندي.
- 30 أغسطس – جين قاي غيندرون لاعب هوكي جليد كندي.

### سبتمبر
- 11 سبتمبر – أوليفر جونز موسيقي كندي.
- 17 سبتمبر – أرت كووي سياسي كندي.
- 21 سبتمبر – تشاك هولمز لاعب هوكي جليد كندي.
- 21 سبتمبر – ليونارد كوهين
- 25 سبتمبر – رون ستيوارت لاعب كرة قدم كندي.
- 28 سبتمبر – ويليام إتش دابني ضابط كندي.

### أكتوبر
- 5 أكتوبر – برنارد غوسلين
- 5 أكتوبر – كينيث د. تايلور دبلوماسي كندي.
- 7 أكتوبر – ألين ليندن قاضي كندي.
- 18 أكتوبر – بيتر ألفرد سوتون كهنوت كندي.
- 20 أكتوبر – جون كيهو سياسي كندي.
- 22 أكتوبر – جيري جيمس لاعب هوكي جليد كندي.
- 26 أكتوبر – روي ماكلارين سياسي كندي.

### نوفمبر
- 6 نوفمبر – أل انجلوا لاعب هوكي جليد كندي.
- 6 نوفمبر – فلويد ماكدونالد طبيب كندي.
- 11 نوفمبر – سوزانا لويد ممثلة كندية.
- 17 نوفمبر – أنتوني كينغ عالم سياسة كندي.
- 17 نوفمبر – بول هندرسون متسابق يخت كندي.
- 20 نوفمبر – داريل ماكدونالد

### ديسمبر
- 2 ديسمبر – ديك بوشارد لاعب هوكي جليد كندي.
- 3 ديسمبر – بيل كولفين لاعب هوكي جليد كندي.
- 12 ديسمبر – ليه داف لاعب هوكي جليد كندي.
- 15 ديسمبر – بيل بريتون لاعب كرة قدم كندي.
- 21 ديسمبر – قاي روسو لاعب هوكي جليد كندي.
- 26 ديسمبر – مات زيمرمان ممثل كندي.

## وفيات

### يناير
- 1 يناير – جورج ويليام هيل (مواليد 1862) فنان كندي.
- 16 يناير – جيم هايندمان (مواليد 1866) لاعب كرة قاعدة من الولايات المتحدة الأمريكية.

### فبراير
- 1 فبراير – جورج فيرنون هاركورت (مواليد 1874) سياسي كندي.
- 7 فبراير – دونكان غراهام (مواليد 1845) سياسي كندي.
- 23 فبراير – إدوارد ألفرد ليتل (مواليد 1859) سياسي كندي.

### مارس
- 3 مارس – لورانس الكسندر ويلسون (مواليد 1863) سياسي كندي.
- 14 مارس – والتر دارسي ريان (مواليد 1870) مهندس من الولايات المتحدة الأمريكية.
- 15 مارس – ديفيدسون بلاك (مواليد 1884)
- 24 مارس – ديفيد شابمان (مواليد 1855)
- 28 مارس – موريس كولين (مواليد 1866) فنان كندي.

### مايو
- 3 مايو – توماس هربرت لينوكس (مواليد 1869) سياسي كندي.
- 11 مايو – هنري ألفرد وارد (مواليد 1849) سياسي كندي.
- 21 مايو – بيتر سميث (مواليد 1877) سياسي كندي.
- 30 مايو – ويليام كوري (مواليد 1862) سياسي كندي.

### يونيو
- 15 يونيو – جيمس بالمر رانكين (مواليد 1855) سياسي كندي.
- 27 يونيو – جوزيف غوثير (مواليد 1877) سياسي كندي.

### يوليو
- 1 يوليو – دونكان باول مونرو (مواليد 1896) سياسي كندي.
- 5 يوليو – ألبرت ويليام أوستين (مواليد 1857) لاعب غولف كندي.
- 28 يوليو – جون يونغ (مواليد 1854)
- 28 يوليو – ماري دريسلر (مواليد 1871)

### أغسطس
- 14 أغسطس – جون روبرت كوكي (مواليد 1866) سياسي كندي.
- 19 أغسطس – جان بلي ويت (مواليد 1862) كاتبة كندية.

### سبتمبر
- 2 سبتمبر – ويليام أندرسون بلاك (مواليد 1847) سياسي كندي.
- 9 سبتمبر – إدموند إل. تايلور (مواليد 1860) سياسي كندي.
- 18 سبتمبر – فرانسوا-زافير كلوتير (مواليد 1848) قس كندي.
- 22 سبتمبر – بيت غرين (مواليد 1868) مدرب هوكي جليد كندي.

### أكتوبر
- 1 أكتوبر – آرثر دينيس (مواليد 1881) سياسي كندي.
- 7 أكتوبر – إيما غودرو كاسغرين (مواليد 1861) طبيبة أسنان كندية.
- 10 أكتوبر – بيري بانكس (مواليد 1877) ممثل كندي.

### نوفمبر
- 8 نوفمبر – آنا ساذرلاند بيسل (مواليد 1846)
- 18 نوفمبر – ويلارد ماك (مواليد 1873)

### ديسمبر
- 15 ديسمبر – ويليام هنري أليسون (مواليد 1838) سياسي كندي.